# Лия Неанова
Лия Неанова (итал. Lia Neanova, урождённая Фанни Яковлевна Розенберг, в замужестве Фелия Блиндерман; 2 июля 1883, Одесса — 1964, Бордигера) — русско-итальянская переводчица, драматург, прозаик. Жена писателя Осипа Фелина.

## Биография
Родилась 2 июля 1883 года в Одессе в семье купца второй (позже первой) гильдии Якова Моисеевича Розенберга (1836—1911) и его жены Паулины Алтеровны (Александровны) Розенберг (в девичестве Ясиновской, 1860—?). Родители заключили брак в Одессе 11 декабря 1878 года — отец тогда ещё значился новоград-волынским мещанином, мать была дочерью одесского купца, корабельного маклера Алтера Ясиновского (? — 23 июня 1890). Отец был с 1902 года директором торгового дома «Товарищество южного водочного завода „Золотой Колокол“» (сам завод он открыл в 1878 году), с 1885 года занимался производством ликёроводочных изделий и коньяков под маркой «Золотой колокол», был директором—распорядителем общества виноделия «Генрих Редерер» с заводом шампанских вин завод на Французском бульваре, № 36 и № 32 (угол Шампанского переулка). У неё были старший брат Моисей (5 марта 1880 — ?), унаследовавший отцовское предприятие, и младший брат Фёдор (4 ноября 1885 — ?).
7 октября 1904 года в Одессе Фанни (Фелия) Розенберг вышла замуж за студента Киевского политехнического института Иосифа Абрамовича Блиндермана, впоследствии публиковавшегося под основанным на имени жены псевдонимом Осип Фелин. Жила с мужем в Париже и Нанси. В 1906 году в Цюрихе родилась их дочь Эрна. С 1915 года жила в Италии — сначала в Лигурии (Вадо-Лигуре, 1915—1916), потом в Риме (1917—1923), Неаполе (1923—1925) и Милане (с 1925).
Публиковалась как на русском, так и на итальянском языках. В периодической печати выходили её рассказы и комедии, в том числе в журналах «Nuova antologia», «Epoca», «Le opere e i giorni», «Teatro per tutti». В 1925 году отдельной книгой вышел её роман «Бессмертие» (в том же году переведён на итальянский язык), затем в автопереводе на итальянский язык роман «Forze oscure» (Тёмные силы, 1930) и написанный по-итальянски роман «Una donna russa» (Русская женщина, 1945) о жизни русской колонии в Риме. 
Перевела произведения ряда русских писателей на итальянский язык, в том числе Ф. М. Достоевского, Л. Н. Толстого, И. Г. Эренбурга, И. С. Шмелёва, П. С. Романова, А. П. Сытина, Л. Н. Андреева. В 1930-е годы писала комедии для итальянского театра совместно с мужем и дочерью («Stelle spente», «Messalina», «La signorina lievito»), публиковавшиеся в журнале «Teatro per tutti: raccolta di commedie» и поставленные в Teatro Manzoni di Milano, а затем и другими театрами. Среди драматических публикаций — пьесы «La signorina Lievito: commedia in tre atti» (в соавторстве с дочерью) и «Anna Karenina: riduzione teatrale» (вместе с мужем, 1931).
В связи с принятием антисемитских законов её итальянское гражданство было в 1939 году аннулировано. Последние годы жизни провела в Бордигере, где похоронена на католическом кладбище рядом с мужем. Дочь — Эрна Блиндерман, публиковавшаяся под псевдонимом «Ирис Фелин» (итал. Iris Felyne, в замужестве Гандольфи; 1906—1988), литератор, переводчица.

## Семья
- Двоюродные братья — Михаил Александрович Ясиновский, флагманский терапевт Черноморского флота, академик АМН СССР; Александр Акимович Биск, поэт.

## Публикации
- Immortalità. Перевод на итальянский Federigo Verdinois. Roma: Stock, 1925.
- Forze oscure. Milano: Bietti, 1930. — 317 с.
- Anna Karenina: dramma in 4 atti e 5 quadri tratto dal romanzo omonimo di Leone Tolstoi / ricostruzione sintetica di Lia Neanova e Ossip Felyne. Milano, Edizioni Teatro per tutti, 1931.
- Una donna russa. Milano: F.lli Manara, 1945.

## Переводы
- Leonid Andreyew. Il valzer dei cani : poema della solitudine, dramma in 4 atti. unica traduzione autorizzata di I. Neamova, O. Feline e C. Castelli. Milano, Casa Editrice Sonzogno, 1927.
- F. M. Dostoevskij, Umiliati e offesi, traduzione di O. Felyne, L. Neanova e C. Giardini, Milano, Alpes, 1928.
- I. Šmelev, Memorie di un cameriere, tradotto direttamente dal Russo da Lia Neanova e Caesar Stadlin, Milano, ediz. Delta, 1928.
- L. N. Tolstoj, Padre Sergio, traduzione di Lia Neanova, Milano, Delta, 1929.
- I. G. Erenburg, L'amore di Gianna Ney: romanzo, traduzione integrale dal russo autorizzata dall'autore di Lia Neanova, Milano, Corbaccio, 1929; Milano: Dall'Oglio, 1966.
- A. P. Sytin, Il pastore delle stirpi: romanzo, traduzione dal russo di Lia Neanova, Milano, Modernissima, 1930.
- P. Romanov, Tre paia di calze di seta: romanzo russo, traduzione di Lia Neanova e Iris Felyne, Milano, Bietti, 1945.